# Landes (Charente Marítim)
Landes és un municipi francès situat al departament del Charente Marítim i a la regió de la Nova Aquitània. L'any 2007 tenia 550 habitants.

## Demografia

### Població
El 2007 la població de fet de Landes era de 550 persones. Hi havia 218 famílies de les quals 58 eren unipersonals (29 homes vivint sols i 29 dones vivint soles), 74 parelles sense fills, 74 parelles amb fills i 12 famílies monoparentals amb fills.
La població ha evolucionat segons el següent gràfic:
Habitants censats

### Habitatges
El 2007 hi havia 283 habitatges, 232 eren l'habitatge principal de la família, 29 eren segones residències i 22 estaven desocupats. 272 eren cases i 6 eren apartaments. Dels 232 habitatges principals, 184 estaven ocupats pels seus propietaris, 39 estaven llogats i ocupats pels llogaters i 9 estaven cedits a títol gratuït; 2 tenien una cambra, 6 en tenien dues, 29 en tenien tres, 73 en tenien quatre i 122 en tenien cinc o més. 195 habitatges disposaven pel capbaix d'una plaça de pàrquing. A 106 habitatges hi havia un automòbil i a 98 n'hi havia dos o més.

### Piràmide de població
La piràmide de població per edats i sexe el 2009 era:
| Homes | Edats   | Dones |
| ----- | ------- | ----- |
| 0     | 95 o +  | 0     |
| 4     | 90 a 94 | 8     |
| 0     | 85 a 89 | 8     |
| 12    | 80 a 84 | 8     |
| 4     | 75 a 79 | 12    |
| 8     | 70 a 74 | 20    |
| 12    | 65 a 69 | 16    |
| 20    | 60 a 64 | 16    |
| 16    | 55 a 59 | 12    |
| 16    | 50 a 54 | 8     |
| 24    | 45 a 49 | 24    |
| 20    | 40 a 44 | 28    |
| 20    | 35 a 39 | 20    |
| 16    | 30 a 34 | 16    |
| 4     | 25 a 29 | 12    |
| 8     | 20 a 24 | 0     |
| 20    | 15 a 19 | 20    |
| 16    | 10 a 14 | 16    |
| 12    | 5 a 9   | 20    |
| 4     | 0 a 4   | 12    |

## Economia
El 2007 la població en edat de treballar era de 324 persones, 239 eren actives i 85 eren inactives. De les 239 persones actives 215 estaven ocupades (122 homes i 93 dones) i 22 estaven aturades (11 homes i 11 dones). De les 85 persones inactives 30 estaven jubilades, 21 estaven estudiant i 34 estaven classificades com a «altres inactius».

### Ingressos
El 2009 a Landes hi havia 237 unitats fiscals que integraven 590,5 persones, la mediana anual d'ingressos fiscals per persona era de 15.874 €.

### Activitats econòmiques
Dels 27 establiments que hi havia el 2007, 1 era d'una empresa de fabricació de material elèctric, 1 d'una empresa de fabricació d'altres productes industrials, 8 d'empreses de construcció, 10 d'empreses de comerç i reparació d'automòbils, 1 d'una empresa de transport, 1 d'una empresa d'hostatgeria i restauració, 2 d'empreses immobiliàries, 1 d'una empresa de serveis, 1 d'una entitat de l'administració pública i 1 d'una empresa classificada com a «altres activitats de serveis».
Dels 8 establiments de servei als particulars que hi havia el 2009, 1 era un taller de reparació d'automòbils i de material agrícola, 3 paletes, 1 fusteria, 1 lampisteria, 1 electricista i 1 perruqueria.
L'únic establiment comercial que hi havia el 2009 era una botiga de menys de 120 m².
L'any 2000 a Landes hi havia 17 explotacions agrícoles que ocupaven un total de 1.380 hectàrees.

## Equipaments sanitaris i escolars
El 2009 hi havia una escola maternal integrada dins d'un grup escolar amb les comunes properes formant una escola dispersa.

## Poblacions més properes
El següent diagrama mostra les poblacions més properes.